# Oxalis dichondrifolia
Oxalis dichondrifolia là một loài thực vật có hoa trong họ Chua me đất. Loài này được A. Gray mô tả khoa học đầu tiên năm 1852.